# Võrsna
Võrsna (Duits: Würtzen) is een plaats in de Estlandse gemeente Saaremaa, provincie Saaremaa. De plaats heeft de status van dorp (Estisch: küla) en telt 4 inwoners (2021).
Tot in oktober 2017 behoorde Võrsna tot de gemeente Valjala. In die maand werd Valjala bij de fusiegemeente Saaremaa gevoegd.
Bij Võrsna ligt het beschermde natuurgebied Võrsna hoiuala (5,4 km²).

## Geschiedenis
Võrsna werd voor het eerst genoemd in 1572, toen Diedrich von Essen het landgoed Würtzen stichtte. In 1792 werd Würtzen samengevoegd met het landgoed van Sall (Kaali). In de tweede helft van de 19e eeuw ontstond een dorp Würtzen (Estisch: Võrsna) op het vroegere landgoed.
Tussen 1977 en 1997 maakte Võrsna deel uit van het buurdorp Jõelepa.